# Chimera owcy domowej i kozy domowej
Kozo-owca – chimera kozy domowej z owcą domową.
Koza domowa i owca domowa mają inną liczbę chromosomów w kariotypie – odpowiednio 2n=60 i 2n=54, co sprzyja izolacji rozrodczej. W związku z tym nie dochodzi między nimi do krzyżowania, a sztuczne próby, podejmowane m.in. przez bułgarskich zootechników w latach 60. XX w., zwykle pozwalają jedynie na krótkotrwały rozwój płodu. Niemniej opisane są pojedyncze przykłady mieszańców o liczbie chromosomów 2n=56 lub 57.
Chimery kozy i owcy udało się sztucznie wytworzyć naukowcom z Institute of Animal Physiology (przekształconego później w Babraham Institute) w pierwszej połowie lat 80. XX w. – Carole B. Fehilly, Steenowi M. Willadsenowi i Elizabeth M. Tucker. Sztuczne zarodki uzyskano przez połączenie blastomerów pochodzących z zarodków kóz i owiec, a następnie wszczepiano biorczyniom: kozom i owcom w odpowiednim dniu rui. W celu uniknięcia problemów z utworzeniem łożyska uważanych za główną przeszkodę w donoszeniu ciąży, wykorzystano odpowiednie dla biorczyń osłonki (trofoektofermy). Większość z płodów dożyła do porodu, choć niektóre zostały urodzone martwe. Młode kozo-owce bardziej przypominały jagnięta niż koźlęta, choć wykazywały mozaikowatość sierści.
Chimery owcy i kozy uzyskały również inne zespoły. Kilka miesięcy później opublikowano wynik podobnego przedsięwzięcia naukowców z Uniwersytetu w Gießen. Również w latach 80. XX w. udało się to w Instytucie Genetyki i Hodowli Zwierząt PAN w Jastrzębcu. Uzyskano wtedy ostatecznie jedno młode, bardziej przypominające koźlę. W różnych doświadczeniach do chimeryzacji używano zarodków w różnych stadiach. W przypadku IGHZ PAN użyto połów ośmioblastomerowych zarodków owcy i dwunastoblastomerowych zarodków kozy.